# Jutta Zerres
Jutta Zerres (* 23. Dezember 1970 in Königswinter) ist deutsche Provinzialrömische Archäologin.

## Leben und Leistungen
Jutta Zerres studierte nach dem Abitur am Städtisches Gymnasium am Petersberg in Königswinter Provinzialrömische Archäologie, Klassische Archäologie, Vor- und Frühgeschichte, Alte Geschichte sowie Ägyptologie, zunächst von 1990 bis 1994 an der Universität Bonn und von 1994 bis 1998 an der Universität zu Köln. Schon während ihres Studiums wirkte sie am Aufbau der Inventardatenbank des Neuen Museums für Archäologie in Chimtou in Tunesien mit. Daraus resultierte auch die Magisterarbeit, die Zusammenstellung einer umfassenden kommentierten Bibliografie zum Thema. Darüber hinaus nahm sie an zahlreichen Ausgrabungen teil. Praktika führten sie an das Römisch-Germanische Museum in Köln sowie das Württembergische Landesmuseum in Stuttgart. 1998 begann sie in Köln ein Promotionsstudium. In den Jahren 1997 und 1998 war sie als wissenschaftliche Hilfskraft im Rahmen des Forschungsprojektes Kanatha/Qanawat der Außenstelle Damaskus des Deutschen Archäologischen Instituts in Syrien tätig. 2002 erfolgte die Promotion bei Thomas Fischer in Köln. Die Dissertation verfasste Zerres zum Thema Die Ausgrabungen von 1979/80 beim Hafentempel (Insula 37) der Colonia Ulpia Traiana. Von 2001 bis 2003 arbeitete sie als Wissenschaftliche Mitarbeiterin an der Universität Passau und leitete dort ein von der Deutschen Forschungsgemeinschaft finanziertes Projekt zur Römischen Reichs- und Provinzialreligion.
2004 wechselte Zerres an das Römisch-Germanische Zentralmuseum in Mainz. Zunächst untersuchte sie die römischen und frühmittelalterlichen Töpfereien in den germanischen Provinzen und in Rätien, anschließend im Rahmen eines Forschungsstipendiums die Romanisierung in den Grenzprovinzen sowie die Genese der vici in den nördlichen Provinzen (Die Entstehung einer gemeinsamen Kultur in den Nordprovinzen des Römischen Reiches von Britannien bis zum Schwarzen Meer). Danach war sie in der Wissenschaftspädagogik und dem Bildarchiv des Museums beschäftigt. Von 2012 bis 2014 untersuchte Zerres die Nutzung von Kapuzenmänteln in Italien und den Nordwestprovinzen des Römischen Reiches. 2014 und 2015 hatte sie im Rahmen des Programmes Studieren 50 Plus auch Lehraufträge in den Bereichen Archäologie und Denkmalpflege an der Universität Mainz inne. 2015 gründete Zerres ArchaeoZeit, ein Unternehmen für archäologische Dienstleistungen und Kulturvermittlung und ist seitdem als selbstständige Archäologin tätig. Sie erarbeitete die Neugestaltung der Frühmittelalter-Abteilung (Völkerwanderung und Frühes Mittelalter) des Stadt- und Industriemuseums Rüsselsheim am Main. Nach dem Ende der Archaeozeit 2019 war sie  2020 für mehrere Monate freie Lektorin bei der Wissenschaftlichen Buchgesellschaft und ist seit Mai 2023 im Auftrag der Archäologie und Denkmalpflege der Hansestadt Lübeck Grabungsleiterin bei der archäologischen Begleitung einer Leitungsverlegung im Landgebiet der Stadt.
Zerres’ Forschungsschwerpunkte sind das römische Nordafrika, die Sozialarchäologie und die Vorcoloniazeit der Colonia Ulpia Traiana (Xanten). Ihr Buch Barbarenwall und Transitland ist die erste monografische Darstellung der römischen Alpenprovinzen in deutscher Sprache. Sie engagiert sich in der Deutschen Gesellschaft für Ur- und Frühgeschichte (DGUF) und war von 2016 bis 2018 Mitglied in deren Beirat. Darüber hinaus beschäftigt sich Zerres mit dem Kulturgüterschutzes und wirkt seit 2015 im entsprechenden Arbeitskreis der DGUF mit. Vielfach schreibt sie dazu in Rainer Schregs Blog Archaeologik. Hier setzte sie sich auch mit der äußeren Wahrnehmung der Archäologie durch eine breiteren wie auch einer fachlich versierten Öffentlichkeit auseinander. Ebenfalls der Öffentlichkeit zuzurechnen ist ihre Arbeit an der Volkshochschule Mainz von 2013 bis 2019. Auch in gesellschaftlich-politischen Fragen nimmt sie Stellung, etwa als Unterzeichnerin eines Offenen Briefes von deutschen Archäologen zur Unterstützung Israels nach dem Terrorangriff der Hamas auf Israel 2023.

## Schriften (Auswahl)
- Die Ausgrabungen von 1979/80 beim Hafentempel (Insula 37) der Colonia Ulpia Traiana. Universität zu Köln, Köln 2007 Digitalisat.
  - auch: Die Ausgrabungen von 1979/80 beim Hafentempel (Insula 37) der Colonia Ulpia Traiana (= British Archaeological Reports. International Series. Band 2181), 2 Bände. Archaeopress, Oxford 2010, ISBN 9781407307312.
- Simitthus und der Numidische Marmor. Kommentierte Bibliographie. Mainz 2009 Digitalisat.
- Kapuzenmäntel in Italien und den Nordwestprovinzen des Römischen Reiches. Gebrauch – Bedeutung – Habitus (= Archäologische Berichte. Band 26), DGUF-Verlag, Kerpen-Loogh 2017, ISBN 978-3-945663-08-0 (Print), ISBN 978-3-946654-67-4 (E-Book) Digitalisat.
- Barbarenwall und Transitland. Die Alpenprovinzen des Römischen Reiches (= Zaberns Bildbände zur Archäologie. Band 70). wbg Zabern, Darmstadt 2023, ISBN 978-3-8053-5362-5.

## Belege
1. ↑  Welcome to MAC - MUSEUM AND ANCIENT SITE OF CHIMTOU - COMPLEXE MUSÉOGRAPHIQUE ET SITE ARCHÉOLOGIQUE DE CHIMTOU - MUSEUM UND ANTIKE STÄTTEN VON CHIMTOU SITE ARCHÉOLOGIQUE DE CHIMTOU. Abgerufen am 7. Dezember 2023.
2. ↑  Abgeschlossene Dissertationen. Abgerufen am 7. Dezember 2023.
3. ↑  DFG - GEPRIS - Religiöse Anschauungen in den Nordwestprovinzen des Imperium Romanum: Provinzialkulte als Mittler zwischen regionaler Tradition und Reich am Beispiel datierter und datierbarer Befunde und Funde. Abgerufen am 7. Dezember 2023.
4. ↑  RGZM: Mitarbeiter Detailseite. 30. November 2016, abgerufen am 7. Dezember 2023.
5. ↑  AB 26 Jutta Zerres: Kapuzenmäntel in Italien und den Nordwestprovinzen des Römischen Reiches. Abgerufen am 7. Dezember 2023 (deutsch).
6. ↑  Johannes Gutenberg-Universität Mainz: Weiterbildungsangebote im Überblick | Zentrum für wissenschaftliche Weiterbildung der Johannes Gutenberg-Universität Mainz. Abgerufen am 8. Dezember 2023 (deutsch).
7. ↑  Jutta Zerres: Beirätin der DGUF. 1. Dezember 2016, abgerufen am 7. Dezember 2023.
8. ↑  Jutta Zerres: Archaeologik: „Das nennt sich Fieldwork, ihr Schnarchzapfen“ – Der Rülzheimer „Barbarenschatz“ und die öffentliche Wahrnehmung von Denkmalpflege und Archäologen. In: Archaeologik. 27. Februar 2014, abgerufen am 7. Dezember 2023.
9. ↑  Joseph Maran, Florian Klimscha: Offener Brief Unser Standpunkt Stand: 7. Dez. 2023 Open Letter Our Position State: 7 Dec 2023. (academia.edu [abgerufen am 7. Dezember 2023]).

| Personendaten    | Personendaten                           |
| ---------------- | --------------------------------------- |
| NAME             | Zerres, Jutta                           |
| KURZBESCHREIBUNG | deutsche Provinzialrömische Archäologin |
| GEBURTSDATUM     | 23. Dezember 1970                       |
| GEBURTSORT       | Königswinter                            |